# Fundación Canaria Orotava de Historia de la Ciencia
La Fundación Canaria Orotava de Historia de la Ciencia (FUNDORO) es una institución sin ánimo de lucro fundada en 1999, inscrita en el Registro de Fundaciones de Canarias y con sede en el municipio de La Orotava.
Se dedica a la promoción de los estudios, la didáctica y la divulgación de la historia de la ciencia, orientada en especial al profesorado y al alumnado (tanto de enseñanza universitaria como de enseñanza secundaria). La Fundación se propone ejercer un papel de mediación entre la Comunidad Canaria y las diversas formas del saber científico y del desarrollo tecnológico que constituyen el soporte teórico-práctico de nuestra civilización.

## Antecedentes
La Fundación Canaria Orotava de Historia de la Ciencia nació el 2 de febrero de 1999 como maduración natural del Seminario Orotava de Historia de la Ciencia fundado en 1990 por un grupo de profesores del IES Villaba Hervás, del IES Rafael Arozarena y de la Universidad de La Laguna, para estudiar la historia de la ciencia desde una perspectiva interdisciplinar.

## Organización
El gobierno, administración y representación de la Fundación Orotava está a cargo de un patronato, regido por los Estatutos de la Fundación e integrado por el Consejero de Educación, Universidades y Sostenibilidad del Gobierno de Canarias, el presidente del Cabildo Insular de Tenerife, el Rector de la Universidad de La Laguna y el alcalde del Ayuntamiento de La Orotava. Tras varios años de funcionamiento con una creciente demanda por parte del profesorado, así como la necesidad de ampliar el alcance de sus actividades a todo el Archipiélago Canario, se hace inevitable la institucionalización del Seminario Orotava para facilitar un mayor radio de actuación. Como consecuencia de esto en 1999 tiene lugar la constitución de la Fundación Canaria Orotava de Historia de la Ciencia.

## Actividad
Entre los fines de la Fundación se encuentran los de promover y difundir los estudios relacionados con la Historia de la Ciencia, concediendo una especial relevancia a aquellos que se refieran a Canarias, así como organizar seminarios, cursos, congresos o cualesquiera otras actividades, en colaboración con las administraciones e instituciones miembros. Además, realiza actividades dirigidas a insertar materias referidas a la Historia de la Ciencia en cualesquiera ámbitos educativos y formativos, y lleva a cabo actividades de investigación, desde un punto interdisciplinar.
La Fundación Orotava desarrolla principalmente dos tipos de proyectos:
- Por un lado, los proyectos de digitalización de documentación científica[10] (Proyecto Humboldt[11] Proyecto Agustín de Betancourt,[12] Proyecto Turismo y Salud[13]) que tienen como denominador común la Historia de la Ciencia y su relación con Canarias.

- De otro lado y en paralelo con los proyectos digitales, desarrolla actividades vinculadas con los estudios y conclusiones de grupos de investigación especializados en diversas áreas de la Ciencia y de la Historia (Ciencia Española, Mujeres en la Historia de la Ciencia,Ciencia y Cultura entre dos Mundos, Einstein en la Escuela...), debatidas en el transcurso de numerosos simposios y congresos con especialistas internacionales en diversos aspectos de la Historia de la Ciencia: Seventh International Conference on the History of General Relativity (La Orotava, March 9-15, 2005),[14] Science and Religión: From Descartes to the French Revolution (Santa Cruz de La Palma, 14-17 de septiembre de 2006),[15] Ciencia y Cultura entre dos Mundos: Nueva España y Canarias como ejemplos de Knowledge in Transit (San Sebastián de La Gomera, 1-4 de abril de 2009),[16] entre otros).

La Fundación promueve, así mismo, la divulgación de la historia de la ciencia a través de su página web, que contiene una gran cantidad de artículos y de materiales en abierto, así como mediante el mantenimiento de una línea editorial de publicaciones y exposiciones dirigidas tanto a la difusión de materiales didácticos (Materiales de Historia de la Ciencia  y libros de texto–Historia de la Ciencia) como de libros especializados en la materia (actas de seminarios y congresos).
La Fundación cuenta además con una sala de conferencias y una biblioteca especializada con más de 5000 volúmenes disponibles para su consulta tanto por investigadores como por cualquier interesado en la Historia de la Ciencia.

## Entidades colaboradoras
La Fundación Orotava colabora, para el desarrollo de sus proyectos y actividades, con otras instituciones de investigación, didáctica o divulgación de la cultura científica, tanto de ámbito nacional como internacional. Entre ellas podemos destacar:
- Biblioteca Franciscana (CIRIA) Universidad de las Américas
- Biblioteca municipal de La Orotava
- Biblioteca municipal de Santa Cruz de Tenerife
- Centro de Estudios Históricos de Obras Públicas y Urbanismo (CEHOPU)
- Consejo Superior de Investigaciones Científicas (CSIC)
- Fundación Juanelo Turriano
- Instituto Canario de Investigaciones Agrarias (ICIA)
- Instituto de Astrofísica de Canarias
- Max Planck Institut fur Wissenschaftsgeschichte
- Museo Canario
- Museo de Historia y Antropología de Tenerife
- Museo de la Ciencia y el Cosmos
- Museo de Storia Naturale de la Università degli Studi de Florencia
- Museo Elder de la Ciencia y la Tecnología
- Museo Estatal del Ferrocarril de San Petersburgo
- Oficina de Ciencia, Tecnología e Innovación del Gobierno de Canarias
- Sociedad Española Leibniz para Estudios del Barroco y la Ilustración (SeL)
- Sociedad para la Promoción de Canarias en Europa
- Universidad Nacional Autónoma de México (UNAM)
- Universidad de La Laguna (ULL)
- Universidad de Las Palmas de Gran Canaria (ULPGC)
- Universidad Estatal de Vías de Comunicación de San Petersburgo